# Embelia drupacea
Embelia drupacea är en viveväxtart som först beskrevs av August Wilhelm Dennstedt, och fick sitt nu gällande namn av Marselein Rusario Almeida och S.M. Almeida. Embelia drupacea ingår i släktet Embelia och familjen viveväxter. Inga underarter finns listade i Catalogue of Life.